# Andreas Rhoby
Andreas Rhoby (geboren am 1. Oktober 1974 in Wiener Neustadt) ist ein österreichischer Byzantinist.

## Werdegang
Er studierte nach der Matura 1993 am Bundesgymnasium Babenbergerring Byzantinistik und Neogräzistik, Geschichte sowie Deutsch als Fremdsprache an der Universität Wien und der Universität Athen. 1997 erwarb er den M.A. in Byzantinistik und Neogräzistik, 2000 erfolgte die Promotion in Byzantinistik. Die Ausbildung zum „akademischen Balkanologen“ erfolgte am Institut für den Donauraum und Mitteleuropa (2004–2006). Nach dem Studium arbeitete er u. a. am Lexikon zur byzantinischen Gräzität mit. 2008 erfolgte die Habilitation.
Er ist Mitarbeiter an der Österreichischen Akademie der Wissenschaften, Institut für Mittelalterforschung, und dort stellvertretender Leiter der Abteilung Byzanzforschung. Er ist außerdem Privatdozent an der Universität Wien und Vorsitzender der Kommission Corpus Fontium Historiae Byzantinae und einer der Koordinatoren der Kommission Inscriptiones Graecae Aevi Byzantini der Association Internationale des Études Byzantines.
Er ist Autor zahlreicher Monographien und von ca. 100 Aufsätzen und Herausgeber mehrerer Sammelbände. Seine wissenschaftlichen Interessen sind byzantinische Literatur (vor allem Dichtung), Epigraphik, Lexikographie, Byzanz und Österreich und allgemein byzantinische Kulturgeschichte. Grundlegende Bedeutung hat die vollständige Erfassung der inschriftlich überlieferten byzantinischen Epigramme (600–1500 n. Chr.) in vier Bänden, die im Verlag der Österreichischen Akademie der Wissenschaften erschienen sind.